# گلوخالدار
گلوخالدار (نام علمی: Modulatrix stictigula) گونه‌ای از پرندگان تیرهٔ گلوخالداران (Modulatricidae) است. این تنها عضو از سردهٔ Modulatrix است. در تانزانیا و شمال مالاوی یافت می‌شود. زیستگاه طبیعی آن جنگل‌های کوهستانی نمناک نیمه‌گرمسیری یا گرمسیری است.
این گونه تک‌نماد است، اگرچه در گذشته تصور می‌شد که دارای دو زیرگونه است.